# أيزاياه روس
أيزاياه روس (بالإنجليزية: Isaiah Ross)‏ هو لاعب كرة قدم أمريكية أمريكي، ولد في 6 نوفمبر 1981 في إلك غروفي في الولايات المتحدة.

## وصلات خارجية
- أيزاياه روس على موقع JustSportsStats.com (الإنجليزية)